# Kotlin (gromada)
Kotlin – dawna gromada, czyli najmniejsza jednostka podziału terytorialnego Polskiej Rzeczypospolitej Ludowej w latach 1954–1972.
Gromady, z gromadzkimi radami narodowymi (GRN) jako organami władzy najniższego stopnia na wsi, funkcjonowały od reformy reorganizującej administrację wiejską przeprowadzonej jesienią 1954 do momentu ich zniesienia z dniem 1 stycznia 1973, tym samym wypierając organizację gminną w latach 1954–1972.
Gromadę Kotlin z siedzibą GRN w Kotlinie utworzono – jako jedną z 8759 gromad na obszarze Polski – w powiecie jarocińskim w woj. poznańskim, na mocy uchwały nr 22/54 WRN w Poznaniu z dnia 5 października 1954. W skład jednostki weszły obszary dotychczasowych gromad Kotlin, Magnuszewice, Orpiszewek i Wyszki oraz miejscowość Wilcza (bez kilku parcel z karty 1 obrębu Wilcza) z dotychczasowej gromady Wilcza – ze zniesionej gminy Kotlin w tymże powiecie. Dla gromady ustalono 27 członków gromadzkiej rady narodowej.
1 stycznia 1960 do gromady Kotlin włączono obszar zniesionej gromady Wola Książęca w tymże powiecie.
1 stycznia 1962 do gromady Kotlin włączono obszar zniesionej gromady Sławoszew w tymże powiecie.
Gromada przetrwała do końca 1972 roku, czyli do kolejnej reformy gminnej. 1 stycznia 1973 w powiecie jarocińskim reaktywowano gminę Kotlin.